# Zetaquira (ort)
Zetaquira är en ort i Colombia.   Den ligger i departementet Boyacá, i den centrala delen av landet, 130 km nordost om huvudstaden Bogotá. Zetaquira ligger 1 662 meter över havet och antalet invånare är 1 047.
Terrängen runt Zetaquira är bergig österut, men västerut är den kuperad. Runt Zetaquira är det ganska glesbefolkat, med 29 invånare per kvadratkilometer. Närmaste större samhälle är Miraflores, 9,9 km söder om Zetaquira. I omgivningarna runt Zetaquira växer i huvudsak städsegrön lövskog.